# Шейн Вільямс
Шейн Вільямс (англ. Shaun Williams; нар. 19 жовтня 1986, Дублін) — ірландський футболіст, який грає на позиції захисника та півзахисника в англійському клубі «Джиллінгем» та національній збірній Ірландії.

## Клубна кар'єра
Шейн Вільямс розпочав дорослу футбольну кар'єру в 2005 році в команді «Дроеда Юнайтед». У 2007 році він грав у оренді в іншій ірландській команді «Дандолк», а в 2008 році грав також у оренді в ірландському клубі «Фінн Гарпс». У 2009 році Шейн Вільямс став гравцем ірландської команди «Спортінг Фінгал», яка цього року виграла Кубок Ірландії, грав у складі цього клубу до кінця 2010 року.
На початку 2011 року Шейн Вільямс став гравцем англійського клубу «Мілтон-Кінз Донз». У складі клубу він грав протягом трьох років, за який час провів у складі команди 108 матчів. На початку 2014 року Вільямс перейшов до складу команди Чемпіоншипу «Мілволл». За 7 років у складі команди провів 252 матчі. У 2021 році ірландський гравець перейшов до клубуПершої футбольної ліги «Портсмут». З 2022 року Вільямс грає у складі англійського клубу «Джиллінгем».

## Виступи за збірні
У 2007 році Шейн Вільямс провів 1 матч за млодіжну збірну Ірландії віком до 21 року. У 2010 році він зіграв 1 матч за молодіжну збірну країни віком до 23 років. У 2018 році Шейн Вільямс дебютував у складі національної збірної Ірландії, в якій протягом року зіграв 3 матчі, в яких відзначився 1 забитим м'ячем.